# 庫氏鰻鱗鱈
庫氏鰻鱗鱈為輻鰭魚綱鱈形目南極鱈科的其中一種，分布於南冰洋的斯科舍海海域，棲息深度440-605公尺，為深海魚類，體長可達22.4公分。

## 擴展閱讀
維基物種上的相關：庫氏鰻鱗鱈